# مارمولک سبز جنگلی معمولی
مارمولک سبز جنگلی معمولی (نام علمی: Calotes calotes) نام یک گونه از تیره مارمولک‌های اژدها است. این گونه در گهات غربی در هند و سریلانکا یافت می‌شود.
این گونه یک گونه نسبتاً بزرگ از مارمولک‌ها است که طول بدنش می‌تواند به ۵۰_۶۷ سانتی‌متر بدون احتساب دم برسد.